# TropEd

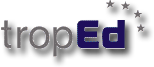
tropEd-Logo

tropEd ist ein internationales Universitäts-Netzwerk im Bereich der Ausbildung in den Feldern International/ Global Health mit Einrichtungen aus Europa, Afrika, Asien, Australien und Lateinamerika. tropEd bietet postgraduale Aus- und Weiterbildungsmöglichkeiten im Bereich International/ Global Health an und trägt damit zur nachhaltigen Entwicklung bei.
Das Hauptziel des Netzwerks besteht darin, Bildungseinrichtungen für internationale/globale Gesundheit zusammenzubringen, die hohe Qualität ihrer Masterabschlüsse durch Qualitätssicherung mittels Akkreditierung von Kursen zu bescheinigen und den Studierenden dieser Einrichtungen die Möglichkeit zu geben, aus einer Vielzahl von Kursen zu wählen, um ihren Lehrplan zu personalisieren. Berufstätige oder Postgraduierte können sich für spezifische Kurzkurse oder ein komplettes Masterprogramm in einem Netzwerk von Einrichtungen entscheiden.

## Geschichte
Das tropEd Netzwerk wurde konzeptionell in den frühen 1990er Jahren entwickelt. Im Jahr 1996 wurde das tropEd European Network for Education in International Health gegründet und die erste tropEd-Generalversammlung fand im Januar desselben Jahres statt. Zu Beginn wurde das Netzwerk durch das europäische Erasmus-Mundus-Programm gefördert. Im Jahr 2003 wurde tropEd als Verein nach deutschem Recht eingetragen. Seit 2005 hat tropEd das Netzwerk durch neue Mitgliedschaften von Hochschuleinrichtungen aus Asien, Afrika und Lateinamerika weltweit erweitert. Heute ist es eines der am längsten bestehenden aktiven Netzwerke in Europa, das die akademische Ausbildung im Bereich International und Global Health abdeckt, das hochrangige Fachleute aus dem Bereich der globalen Gesundheit einbezieht und zahlreiche Absolventen hervorgebracht hat, die heutzutage das Feld prägen.

## Netzwerkstruktur
Im Netzwerk wurde eine Reihe von Statuten und Satzungen entwickelt, die die Leitung des Netzwerks regeln. Das wichtigste Gremium ist die Generalversammlung, in der jede Mitgliedseinrichtung mit einer Stimme pro Einrichtung stimmberechtigt ist. Die Generalversammlung tritt zwei- bis dreimal pro Jahr zusammen. Bis 2020 fanden die Generalversammlungen ausschließlich in Anwesenheit statt. Als jedoch die COVID-19-Pandemie alternative Versammlungsformen erforderte, wurden seit 2020 mehrere Versammlungen online oder als hybride Sitzungen abgehalten. Das Lenkungsgremium des Netzwerks ist ein fünfköpfiger Exekutivausschuss (EC). Dieser setzt sich zusammen aus drei Vertretern von Mitgliedsuniversitäten, die sich den rotierenden Vorsitz teilen (President Elect, President, Past President), einem Ex-Officio-Mitglied und dem Executive Secretary. Die Arbeit des Netzwerks wird von einem Sekretariat unterstützt (seit 2019 an der Ludwig-Maximilians-Universität München, Deutschland). Die Mitgliedseinrichtungen sind verpflichtet, regelmäßig an den Generalversammlungen teilzunehmen, um sich an den Aktivitäten des Netzwerks zu beteiligen. Die Mitgliedseinrichtungen zahlen einen jährlichen Mitgliedsbeitrag, der für die Unterhaltung des Sekretariats und den Betrieb des Netzwerks verwendet wird. Die geografische Lage und das damit verbundene Einkommensniveau der Einrichtungen bestimmen ihre Jahresbeiträge (gemäß der OECD-Kategorisierung von Ländern mit hohem und niedrigem Einkommen). 

## Aktivitäten

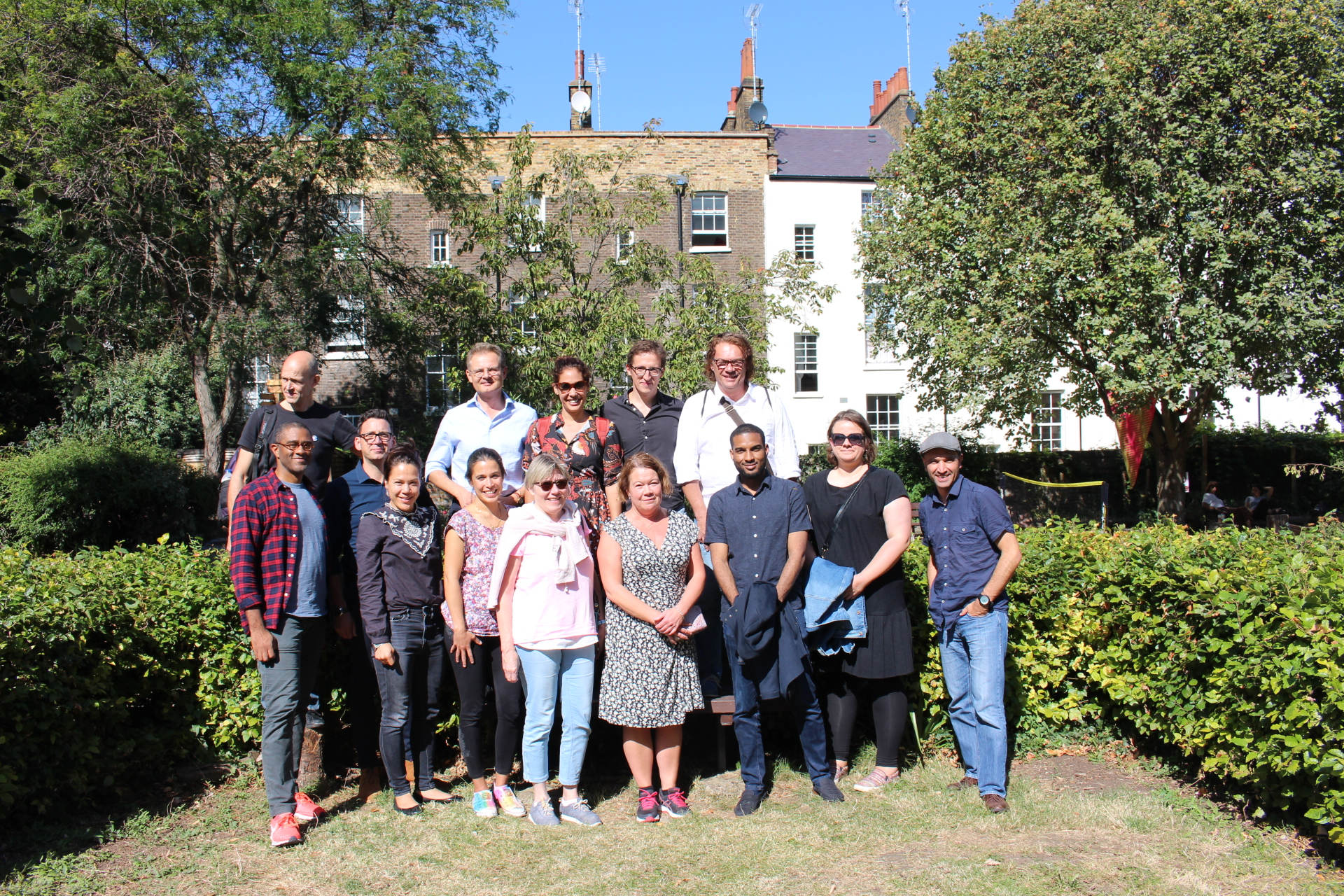
TropEd-Teilnehmer der Generalversammlung in London 2019

Kapazitätsentwicklung in der Didaktik: Das Netzwerk engagiert sich für das gegenseitige Lernen in Didaktik und Pädagogik. Zu diesem Zweck dienen die wissenschaftlichen Vortragsveranstaltungen auf den Generalversammlungen, zur Ausarbeitung und zum Austausch von Kompetenzen in diesem Bereich. Darüber hinaus hat das Netzwerk auf der Grundlage seiner Aktivitäten im Bereich der Lehre zu International/Global Health mehrere wissenschaftliche Veröffentlichungen im Bereich der Hochschulbildung herausgegeben.
Qualitätssicherung: Die Mitgliedseinrichtungen bieten eine Vielzahl von Kursen und Ausbildungsmöglichkeiten im Bereich International/Global Health an. Diese Angebote reichen von kompletten Masterstudiengängen in International/Global Health bis hin zu Kurzstudiengängen (Aufbaumodule). Die Mitglieder des Netzwerks müssen jeden der im Rahmen von tropEd angebotenen Kurse akkreditieren lassen. Die Akkreditierung eines Kurses ist 5 Jahre lang gültig. Der Akkreditierungsprozeß stellt ein Kernelement des Netzwerks dar, das so die Qualität der Lehre und Ausbildung im Bereich der International/Global Health sicherstellt.

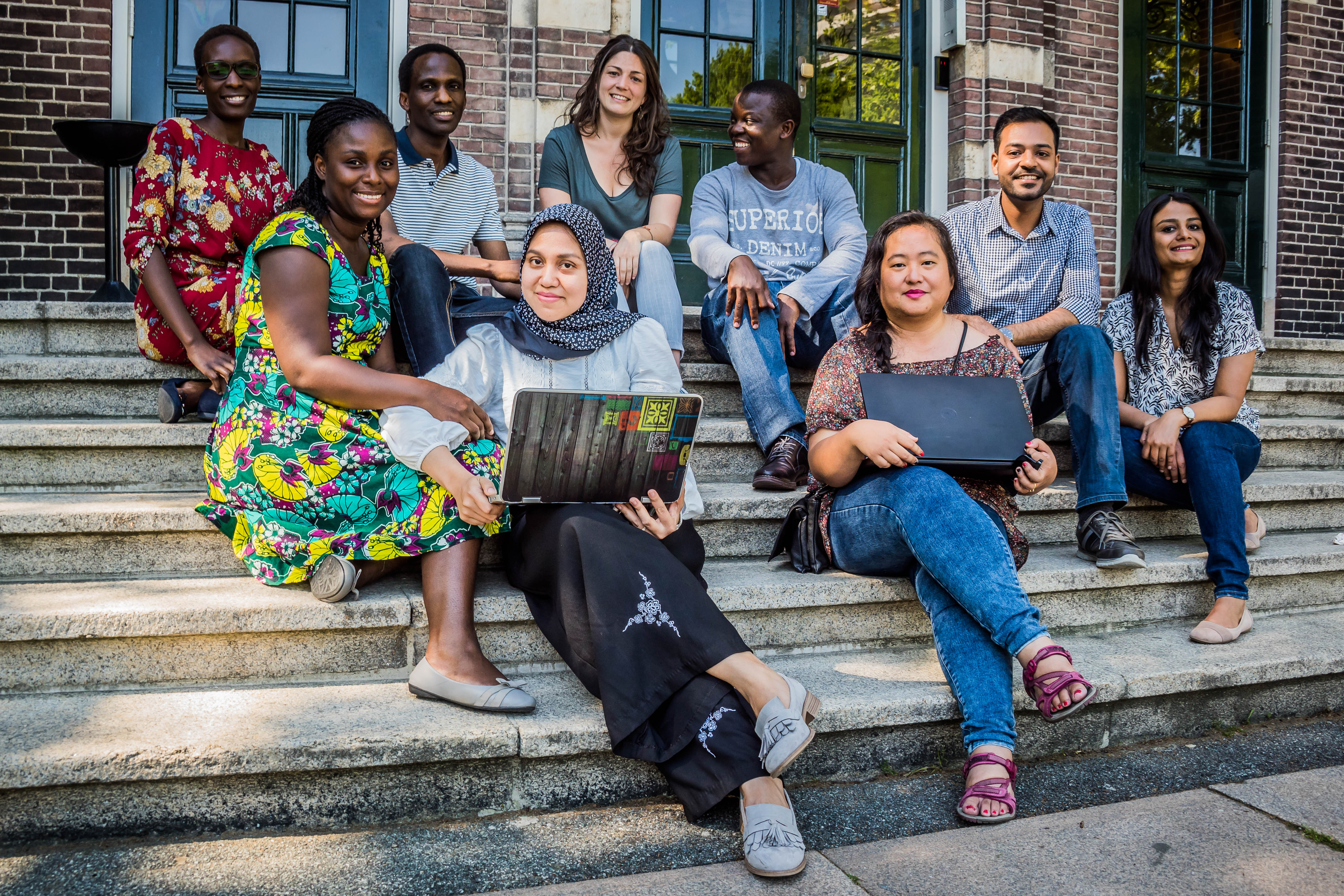
TropEd-Studierende vor dem Königlichen Tropeninstitut in Amsterdam

Mobilität von Studierenden und Lehrenden: Die Studierenden sind an einer der Mitgliedseinrichtungen eingeschrieben und haben die Möglichkeit, Module an verschiedenen Mitgliedseinrichtungen zu belegen. Somit erleichtert das Netzwerk die internationale Mobilität zwischen den Einrichtungen, ein auf die persönlichen Präferenzen zugeschnittenes Curriculum und das Gewinnen von Einblicken in unterschiedliche Sichtweisen auf internationale Gesundheitsthemen. Gleichzeitig bietet tropEd die Möglichkeit des Austausches von Lehrenden und damit die Chance zur Kompetenzentwicklung im Lehrkörper.
Fürsprecher für International/Global Health: Das Netzwerk arbeitet fortlaufend mit an der Weiterentwicklung der Bereiche International Health und Global Health. Es setzt sich zu diesem Zweck auch bei anderen Hochschulnetzwerken, Nicht-Mitgliedsinstitutionen und Organisationen ein.
Das tropEd-Netzwerk unterhält eine Partnerschaft mit der Association of Schools & Programs of Public Health (ASPPH; www.aspph.org).

## Wirkung
Das Netzwerk umfasst 27 Hochschuleinrichtungen in 18 Ländern in Afrika, Nord- und Südamerika, Asien und Europa (die Annahme eines Mitgliedschaftsantrages einer Hochschule in Australien steht noch aus). Die Mitgliedseinrichtungen bieten 9 akkreditierte vollständige Master-Abschlüsse und mehr als 130 weiterführende Module an (Stand: November 2021).